# Pozzo sacro di Sa Testa
Il pozzo sacro di Sa Testa è un monumento archeologico sito nel comune di Olbia, in Sardegna. È situato in prossimità dal porto industriale lungo la strada che porta da Olbia al lido di Pittulongu.

## Il complesso
Il pozzo sacro di Sa Testa è stato scoperto negli anni trenta lungo la strada costiera da Olbia a Golfo Aranci, da pastori in cerca d'acqua. Lo scavo fu effettuato da Francesco Soldati nel 1938. L'edificio è stato restaurato da Ercole Contu nel 1969.
Il monumento, costruito in blocchi lavorati di granito e scisto è situato in una sella in leggera pendenza tra basse colline, orientato in un asse NNO-SSE. Ha una lunghezza totale di 17,47 m. Sa Testa comprende un cortile circolare, un ingresso trapezoidale, una scala e una thòlos, che racchiude la fonte.
L'accesso avviene sul lato nord mediante quattro scalini discendenti. Il cortile interno, ampio 8,30 × 7,41 m era, probabilmente, destinato ai rituali. È delimitato da un basso temenos circolare, la cui altezza residua è di 30 cm. Lo spessore del muro di cinta del complesso è di 94 cm. È provvisto di una canaletta di drenaggio.
Dal cortile si accede a una scalinata di 17 gradini, la cui larghezza si restringe progressivamente, che porta al livello della sorgente. Il piccolo ambiente trapezoidale misura 2,65 m in lunghezza, 2,62 di larghezza e 1,87 m dietro il fronte; è anch'esso pavimentato e attraversato da una canaletta di scolo.

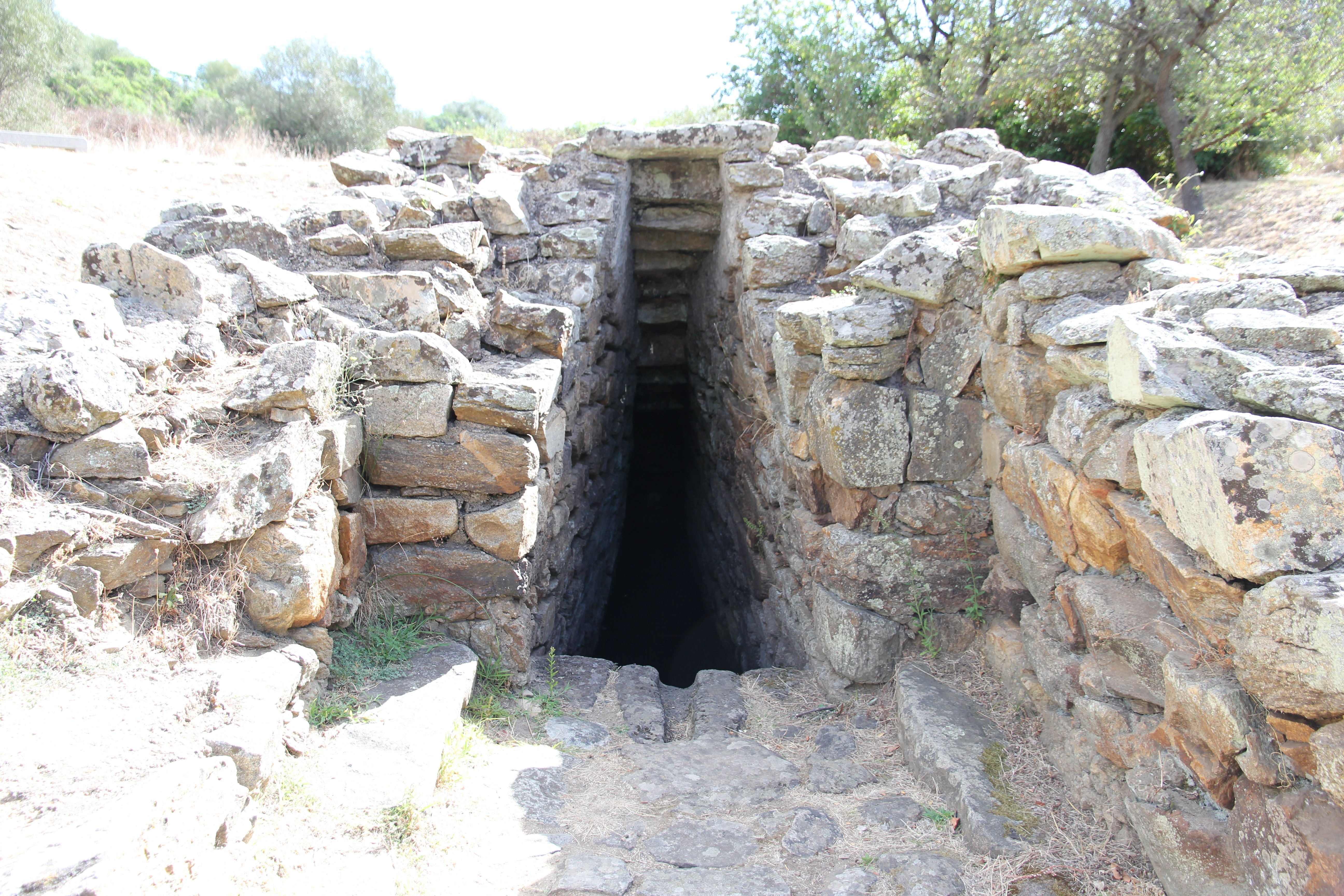

La fonte è coperta per 5,25  da una thòlos che si restringe verso l'alto e si conclude con un foro circolare che, originariamente, comunicava con una seconda thòlos, a livello del terreno, di cui residuano solo alcuni filari di blocchetti di granito. Elementi strutturali proteggono il bene dalla penetrazione di acqua di superficie.
La circostanza che la seconda thòlos non sia pervenuta intatta non permette di affermare o di negare che il pozzo sacro di Sa Testa, così come altri pozzi sacri dell'isola, sia astronomicamente associato alla minima e massima declinazione della luna nel corso del suo ciclo di 18,6 anni.

## Ritrovamenti e cronologia
L'esatta cronologia del monumento non è rilevabile con precisione a causa del suo uso continuato sino in epoca romana. La datazione delle forme più antiche – tuttora incerta – sembra confermarne la contemporaneità con gli altri esempi di pozzi sacri rinvenuti nell'isola (Età del bronzo finale, 1200-900 a.C.).
L'utilizzo della struttura in tale epoca sarebbe dimostrata da numerosi frammenti di tazza e da alcuni oggetti in bronzo. Tra questi ultimi si rileva un braccialetto a nastro, un piccolo anello, un ago a spirale e un piccolo pugnaletto "ad elsa gammata".
Il periodo fenicio-punico (850-238 a.C.) è testimoniato da numerosi frammenti di coppe, di piatti a vernice nera con decorazioni e brocchette di argilla figulina. La scoperta, in tale strato, di una statuetta in legno di ginepro è importante per le sue caratteristiche stilistiche, essendo stata recentemente ritenuta uno xoanon raffigurante una kore greco-orientale databile tra la fine del VII e la metà del VI secolo a.C.. Di particolare interesse sono tre thymiateria, sempre attribuibili a questo periodo.
Tra i reperti di epoca romana sono da menzionare accanto vasi minori, numerosi frammenti di una grande anfora e una tazza di produzione aretina.
I reperti rinvenuti durante lo scavo sono conservati nel Museo archeologico nazionale di Cagliari.

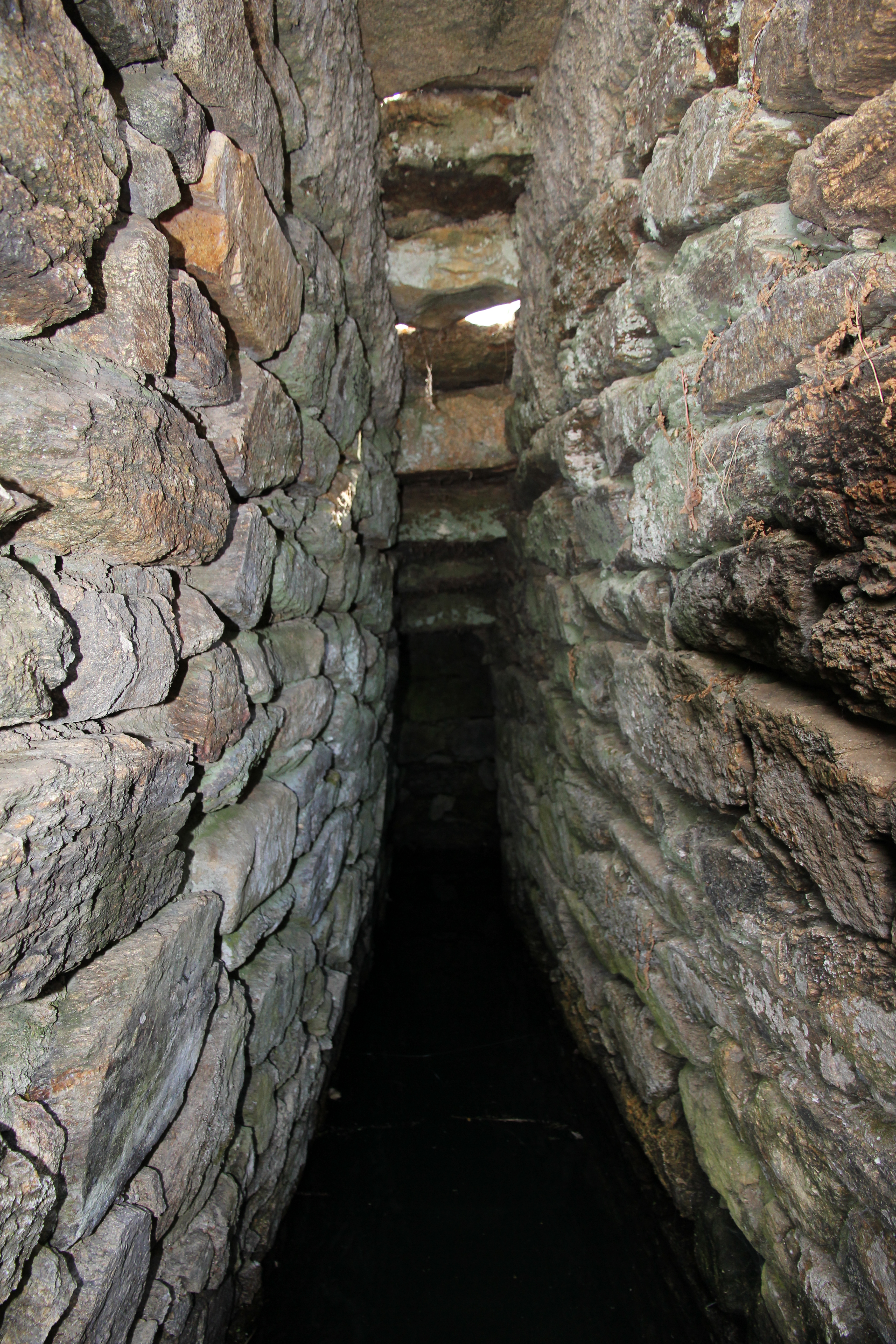